# 세인트조지프구 (도미니카 연방)

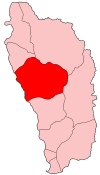
세인트조지프구의 위치

세인트조지프구(영어: Saint Joseph Parish)는 도미니카 연방 서부에 위치한 구로 행정 중심지는 세인트조지프이며 면적은 121.2km2, 인구는 5,637명(2011년 기준)이다. 북쪽으로는 세인트피터구, 북동쪽으로는 세인트앤드루구, 동쪽으로는 세인트데이비드구, 남쪽으로는 세인트폴구와 접한다.